# Yaroslava Bartashevich
Yaroslava Bartashevich (russisch Ярослава Иннокентьевна Барташевич Jaroslawa Innokentjewna Bartaschewitsch; * 29. März 2005 in Moskau) ist eine russische Tennisspielerin, die seit 2022 für Frankreich antritt.

## Karriere
Bartaschewitsch begann im Alter von vier Jahren mit dem Tennissport. Bei Turnieren der ITF Women’s World Tennis Tour gewann sie bisher drei Einzel- und zwei Doppeltitel.
2021 scheiterte sie in Wimbledon bereits in der ersten Runde der Qualifikation zum Juniorinneneinzel an Nikola Bartůňková.
2022 trat sie im Januar bei den Australian Open in den Juniorinnenwettbewerben an. Im Juniorinneneinzel erreichte sie die zweite Runde, im Juniorinnendoppel erreichte sie mit Partnerin Xenija Saizewa das Achtelfinale.
Ihr erstes Turnier auf der WTA Tour bestritt Bartaschewitsch im Februar 2022, als sie eine Wildcard für die Qualifikation für die St. Petersburg Ladies Trophy 2022 erhielt, sie scheiterte dort aber bereits in der ersten Runde gegen Ekaterine Gorgodse mit 2:6, 6:0 und 3:6.

## Turniersiege

### Einzel
| Nr. | Datum             | Turnier    | Kategorie | Belag             | Finalgegnerin           | Ergebnis  |
| --- | ----------------- | ---------- | --------- | ----------------- | ----------------------- | --------- |
| 1.  | 27. August 2023   | Baku       | ITF W15   | Hartplatz         | Polina Leikina          | 7:5, 6:4  |
| 2.  | 3. September 2023 | Baku       | ITF W15   | Hartplatz         | Anouck Vrancken Peeters | 7:62, 6:4 |
| 3.  | 10. März 2024     | Qaraghandy | ITF W15   | Hartplatz (Halle) | Xenija Laskutowa        | 6:4, 6:3  |

### Doppel
| Nr. | Datum             | Turnier  | Kategorie | Belag     | Partnerin           | Finalgegnerinnen                         | Ergebnis  |
| --- | ----------------- | -------- | --------- | --------- | ------------------- | ---------------------------------------- | --------- |
| 1.  | 1. Januar 2022    | Monastir | ITF W15   | Hartplatz | Xenija Laskutowa    | Haruna Arakawa Victoria Muntean          | 6:2, 6:1  |
| 2.  | 31. Dezember 2022 | Monastir | ITF W15   | Hartplatz | Magdalini Adaloglou | Bojana Marinković Eliessa Vanlangendonck | 7:65, 6:2 |